# 岩手県立水沢商業高等学校
岩手県立水沢商業高等学校（いわてけんりつ みずさわしょうぎょうこうとうがっこう, Iwate Prefectural Mizusawa Commercial High School）は、岩手県奥州市水沢に所在する公立の商業高等学校。地元での略称は「水商」（みずしょう）、または商業。

## 概要
歴史
後藤新平の号令により1924年（大正13年）に開校した「水沢町立水沢商業実践学校」を前身とする。2009年（平成21年）に創立85周年を迎えた。
校章
商業学校時代の1929年（昭和4年）3月10日に制定。学問を表すペンと商業魂の象徴である羽根の絵を組み合わせ、中央に「商」の文字を置いている。
校歌
作詞は商業学校第二代校長の稲垣芳雄、作曲は陸軍戸山学校による。歌詞は4番まである。

## 沿革
（沿革節の主要な出典は公式サイト）
商業学校時代
- 1924年（大正13年）4月1日 - 「水沢町立水沢商業実践学校」が水沢町表小路に開校。
- 1929年（昭和4年）
  - 3月9日 - 「水沢町立水沢商業学校」の設置が認可される。修業年限を5ヶ年とする。
  - 3月10日 - 校章を制定。
  - 4月11日 - 開校。
- 1932年（昭和7年）1月1日 - 県立移管により、「岩手県立水沢商業学校」と改称。
- 1944年（昭和19年）4月1日 - 岩手県立水沢女子商業学校を併置し、男子の募集を停止。
- 戦後 - 岩手県立水沢商業学校（男子対象）が復活する。
- 1946年（昭和21年）3月31日 - 女子商業学校が岩手県立水沢高等女学校に統合される。
- 1947年（昭和22年）4月1日 - 学制改革（六・三制の実施）
  - 商業学校の生徒募集を停止。
  - 新制中学校を併設し（名称:岩手県立水沢商業学校併設中学校、以下・併設中学校）、商業学校1年修了者を新制中学2年生として収容。

新制高等学校
- 1948年（昭和23年）4月1日 - 学制改革（六・三・三制の実施）により、総合制高等学校「岩手県立水沢高等学校」が発足。
  - 県立中等学校3校（旧・岩手県立水沢中学校、旧・岩手県立水沢高等女学校、旧・岩手県立水沢商業学校）が統合された。
  - 全日制課程2学科（普通科・商業科）、定時制課程1学科（普通科）が設置される。
  - 併設中学校は継承され（名称：岩手県立水沢高等学校併設中学校）、1946年（昭和21年）商業学校入学生は併設中学の3年生となる。
  - 校舎は水沢市虚空蔵小路（旧・岩手県立水沢中学校の校舎）に移転し、修業年限を3ヶ年と改める。
- 1949年（昭和24年）3月31日 - 併設中学校が廃止される。
- 1950年（昭和25年）4月1日 - 水沢市竜ヶ馬場の新校舎（現・岩手県立水沢高等学校の校舎）に移転。
- 1954年（昭和29年）
  - 4月1日 - 岩手県県立水沢高等学校より分離し、「岩手県立水沢商業高等学校」（現校名）と独立・復称。 表小路1番地の改築校舎に移転。
    - 全日制課程1学科（商業科／修業年限3ヶ年）、定時制課程夜間部（普通科／修業年限4ヶ年）、定時制課程昼間部（家庭科／修業年限2ヶ年）を設置。

  - 11月7日 - 開校記念式典を挙行。
- 1956年（昭和31年）4月1日 - 定時制課程家庭科の生徒募集を停止。
- 1957年（昭和32年）4月1日 - 定時制課程普通科を商業科に変更。
- 1959年（昭和34年）6月25日 - 創立30周年を記念し、体育館が完成。
- 1964年（昭和39年）5月27日 - 水沢市字土器田1番地に校舎の一部が完成し、2・3年生から移転開始。
- 1965年（昭和40年）3月29日 - 新校舎が完成し、全移転を完了。
- 1966年（昭和41年）6月20日 - 新体育館が完成。
- 1968年（昭和43年）
  - 1月30日 - 体育館ステージが完成。
  - 9月23日 - 野外夜間照明灯を設置。
- 1970年（昭和45年）4月15日 - 生徒会室とクラブ部室が完成。
- 1972年（昭和47年）4月1日 - 全日制課程に商業科・事務科・経理科の3学科を設置。
- 1973年（昭和48年）3月2日 - 産業振興施設（特別教室）が完成。
- 1975年（昭和50年）8月22日 - プール施設が完成。
- 1977年（昭和52年）11月10日 - 排球・庭球コート施設が完成。
- 1979年（昭和54年）
  - 2月22日 - 柔剣道場が完成。
  - 9月20日 - 合宿所「水商会館」が完成。
- 1985年（昭和60年）4月1日 - 情報処理科を設置。これにより全日制課程は4学科体制となる。
- 1987年（昭和62年）2月25日 - 第二体育館が完成。
- 1988年（昭和63年）8月22日 - 第一体育館を改修。
- 1989年（平成元年）
  - 3月16日 - 産業振興施設（特別教室）を増築。
  - 12月12日 - 庭球コートを2面増設。
- 1990年（平成2年）4月1日 - 国際経済科を設置。これにより全日制課程は5学科体制となる。
- 1992年（平成4年）2月10日 - 部室を新築。
- 1994年（平成6年）
  - 3月30日 -  校舎の大規模改造工事が完了。
  - 4月1日 - 全日制課程、経理科の生徒募集を停止し、会計科を設置。定時制課程、定通併修による3修制[注釈 1]を導入。
- 1995年（平成7年）3月30日 - 校舎の大規模改造工事が完了。
- 1996年（平成8年）3月31日 - 全日制課程経理科を廃止。
- 1997年（平成9年）
  - 2月27日 - 産業振興施設（特別教室）の大規模改修工事が完了。
  - 4月1日 - 国際経済科の募集を停止。
- 1998年（平成10年）11月1日 - 文部省より3年間の研究指定を受け、インターネット光ケーブルを敷設。
- 1999年（平成11年）
  - 1月29日 - 弓道場を改築。
  - 3月31日 - 国際経済科を廃止。
- 2000年（平成12年）3月28日 - 創立70周年を記念し、「進路情報システム設備」が寄贈される。
- 2004年（平成16年）4月1日 - 全日制課程、会計ビジネス科と情報システム科を設置。会計科・事務科・情報処理科の募集を停止。
- 2006年（平成18年）3月31日 - 会計科・事務科・情報処理科を廃止。
- 2008年（平成20年）4月1日 - 定時制商業科の募集を停止。
- 2009年（平成21年）1月30日 - 校舎と第一体育館の大規模改造工事が完了。
- 2011年（平成23年）12月16日 - 校舎西側の耐震補強工事が完了。
- 2012年（平成24年）3月31日 - 定時制課程を廃止。

## アクセス
- JR東北本線水沢駅より
  - 胆沢水沢線で、｢水沢商業高校前｣バス停下車。
  - 徒歩で約25分[2]。